# الکس ویر (بازیکن فوتبال)
الکس ویر (انگلیسی: Alex Weir؛ زادهٔ) بازیکن فوتبال اهل ایالات متحده آمریکا است.